# Valerio Evangelisti

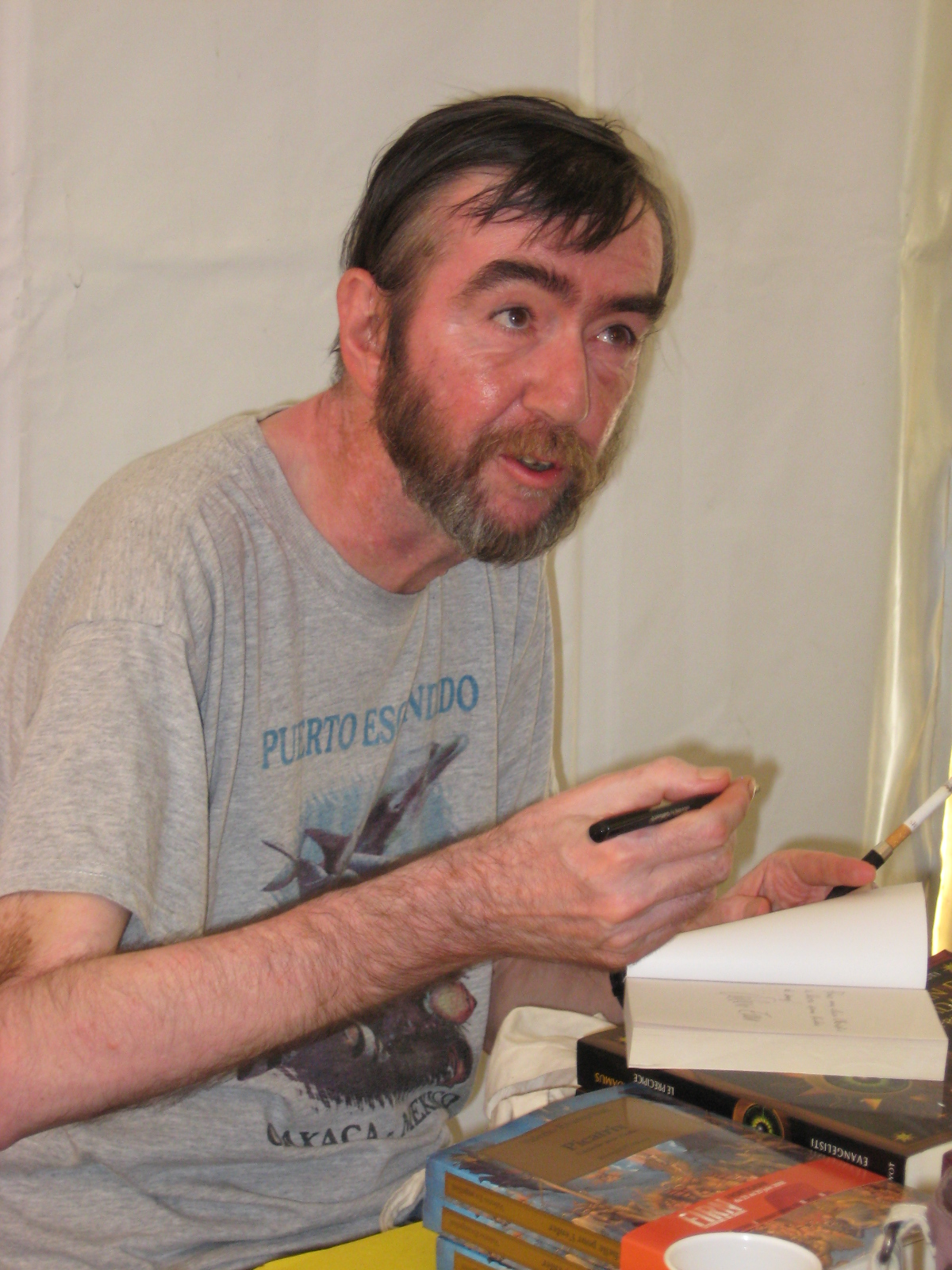
Valerio Evangelisti (2008)

Valerio Evangelisti (* 20. Juni 1952 in Bologna; † 18. April 2022 ebenda) war ein italienischer Schriftsteller.
Sein Hauptwerk bilden Science-Fiction- und Fantasy-Romane. Sein bekanntestes Werk Nostradamus-Trilogie wurde zum Bestseller und in viele Sprachen übersetzt. Einige seiner Werke wurden verfilmt. Vor seiner Karriere als Schriftsteller studierte Evangelisti Geschichte. Er verfasste zahlreiche Essays zu historischen Ereignissen und arbeitete zeitweise für das italienische Finanzministerium. Nachdem einer seiner ersten Romane, Nicolas Eymerich, 1993 den Urania Award (verliehen von der Zeitschrift Urania, Italiens größtem Science-Fiction-Magazin) gewonnen hatte, widmete er sich fortan ausschließlich der Schriftstellerei.

## Werke
- Nostradamus-Reihe
  - Nostradamus
  - Nostradamus: Die Prophezeiung, deutsch 2000 (orig. Il romanzo di Nostradamus. Il Presagio)
  - Nostradamus: Dunkles Vermächtnis, deutsch 2001 (orig. Il romanzo di Nostradamus. L'abisso)
  - Nostradamus: Der Verrat, deutsch 2001 (orig. Il romanzo di Nostradamus. L'Inganno)

- Der Inquisitor-Zyklus
  - Der Inquisitor-Zyklus, Heyne
  - Der Inquisitor-Zyklus / Roman 1. Der Schatten des Inquisitors, 2001, dt. Erstausg.
  - Der Inquisitor-Zyklus / Roman 2. Das Blut des Inquisitors, 2001, dt. Erstausg.
  - Der Inquisitor-Zyklus / Roman 3. Die Ketten des Inquisitors, 2001, dt. Erstausg.
  - Der Inquisitor-Zyklus / Roman 4. Das Geheimnis des Inquisitors, 2002, dt. Erstausg.